# 达耶库尔
达耶库尔（法語：Daillecourt，法語發音：[dajkuʁ]）是法国上马恩省的一个市镇，属于肖蒙区。

## 地理
达耶库尔（48°4'33"N, 5°30'16"E）面积7.37 平方千米，位于法国大東部大區上马恩省，该省份为法国东北部内陆省份，北起马恩省和默兹省，西接奥布省，西南接科多尔省，东南接上索恩省，东临孚日省。
与达耶库尔接壤的市镇（或旧市镇、城区）包括：瓦勒德默兹、努瓦耶、佩吕斯、巴松库尔、巴西尼地区布勒瓦讷、比克西埃莱克莱夫蒙、克莱夫蒙。

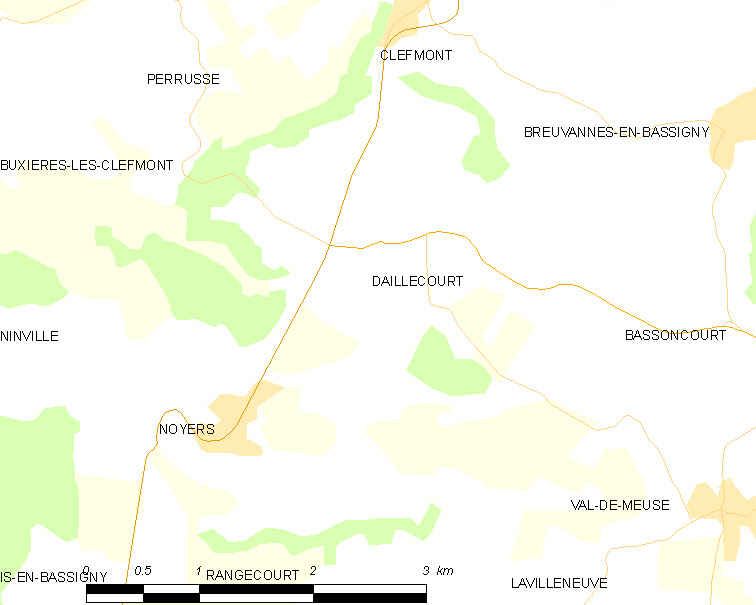
达耶库尔的OSM定位图

达耶库尔的时区为UTC+01:00、UTC+02:00（夏令时）。

## 行政
达耶库尔的邮政编码为52240，INSEE市镇编码为52161。

## 政治
达耶库尔所属的省级选区为波旁莱班县。

## 人口

1962-2008年间达耶库尔人口变化图示

达耶库尔于2022年1月1日时的人口数量为72人。